# Romance (álbum de Rinaldo & Liriel)
Romance é o primeiro álbum de Rinaldo & Liriel, lançado pela Warner Music em 2001, e conquistando Disco de Platina pela ABPD, com 250 mil cópias vendidas.

## Faixas
1. En Aranjuez Con Tu Amor
2. Con Te Partiró
3. Tristesse
4. Tormento D´Amore
5. Solo Con Te
6. Can You Feel The Love Tonight
7. Caruso
8. Adágio De Albinoni
9. Canto Della Terra
10. Eu Nunca Mais Vou Te Esquecer
11. Panis Angelicus
12. Adeste Fideles
13. Noite Feliz